# El Porvenir (Panama)
Koordinaten: 9° 33′ 30″ N, 78° 56′ 54″ W
El Porvenir ist der Hauptort der panamaischen Comarca (autonomes Gebiet) Guna Yala und hat nur etwa zehn Einwohner. Der Name ist spanisch und bedeutet übersetzt „Zukunft“. In der Kuna-Sprache heißt der Ort Gaigirgordup.
El Porvenir befindet sich auf einer gleichnamigen Insel der San-Blas-Inseln (Gaigirgordup in der Kuna-Sprache) und ist der Verwaltungssitz von Kuna Yala. Es hat einen Flugplatz, ein kleines Hotel und einige, von wenigen Familien bewohnte Gebäude. Flüge zwischen Panama-Stadt und El Porvenir verkehren wöchentlich. El Porvenir ist ein Ausgangspunkt für Besuche des Territoriums der Kuna.

## Bildergalerie

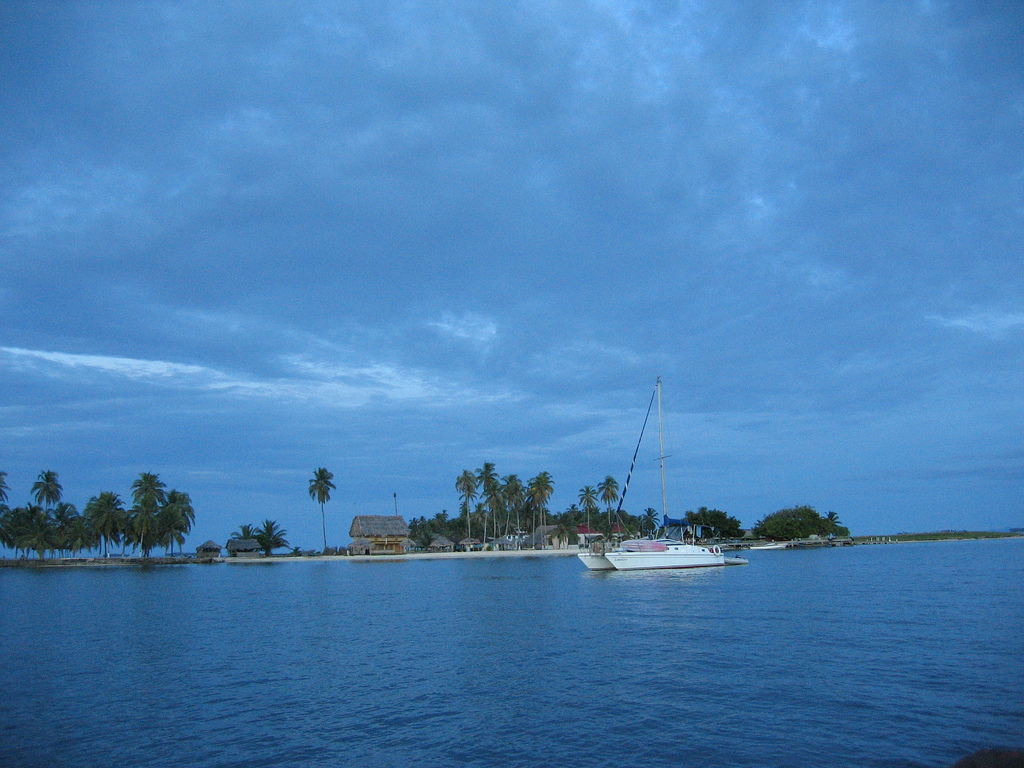
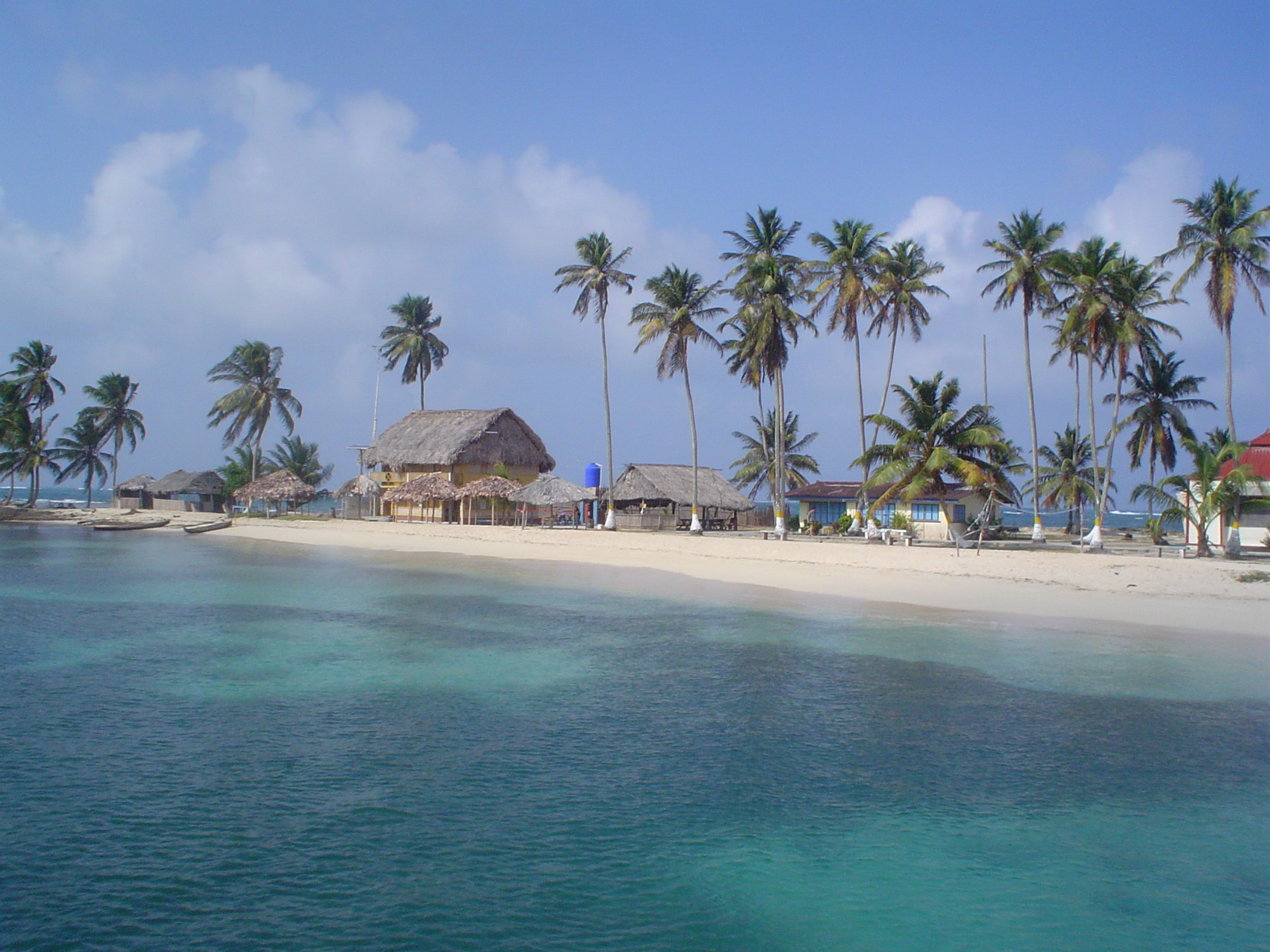
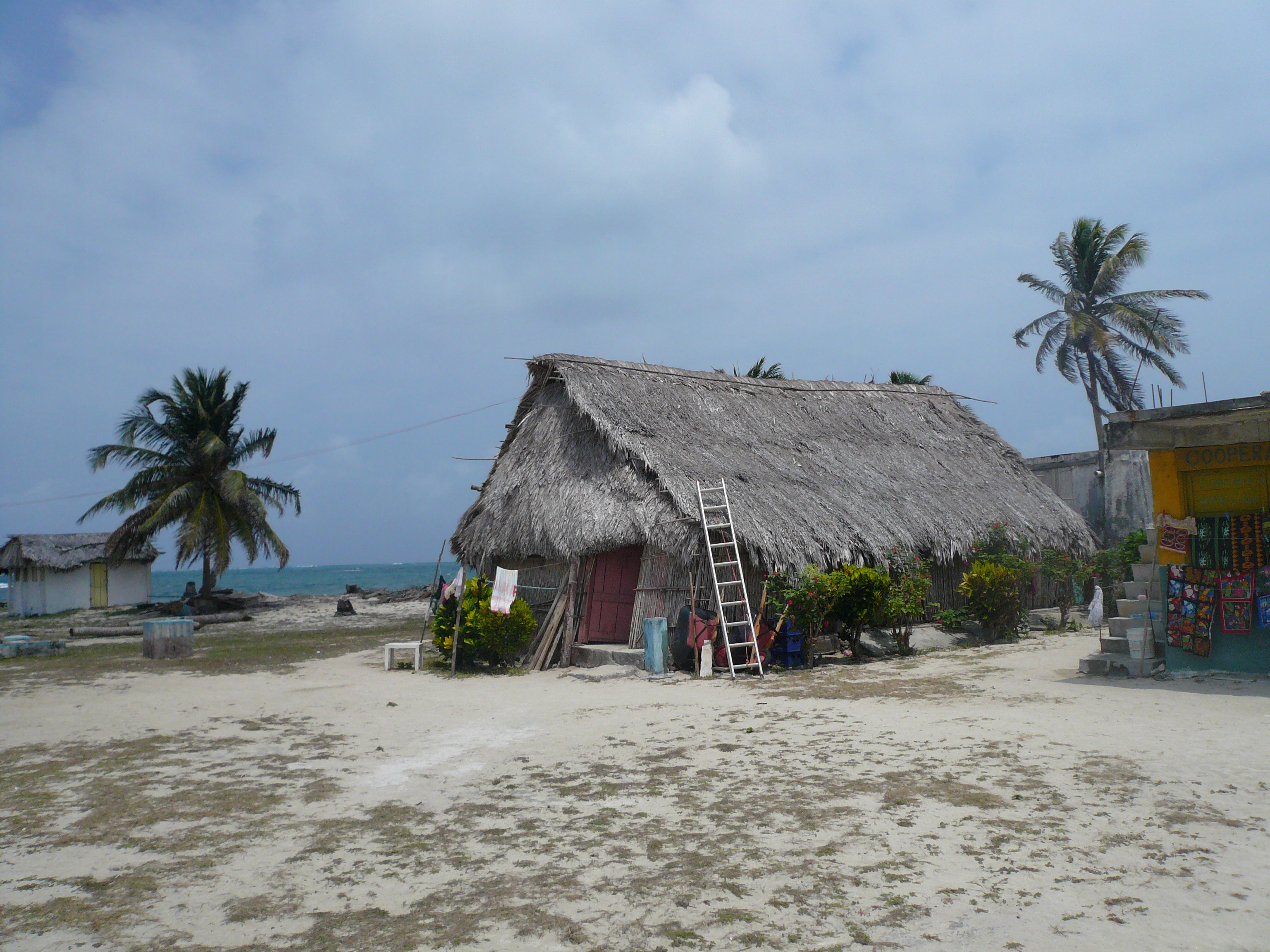